# Väinö Rantala
Väinö Martti August Rantala (ur. 28 sierpnia 1941 w Ylivieska) – fiński zapaśnik walczący w stylu wolnym. Olimpijczyk z Rzymu 1960, gdzie zajął trzynaste miejsce w kategorii do 52 kg.
Mistrz Finlandii w 1962; drugi w 1960, w stylu wolnym. Trzeci w 1959 i 1961, w stylu klasycznym.

## Letnie Igrzyska Olimpijskie 1960
| Konkurencja      | Rundy eliminacyjne  | Rundy eliminacyjne      | Klas. końcowa |
| Konkurencja      | Przeciwnik I        | Przeciwnik II           | Miejsce       |
| ---------------- | ------------------- | ----------------------- | ------------- |
| 52 kg styl wolny | André Zoete (FRA) P | Ebrahim Sejfpur (IRI) P | 13.           |